# تشارلز كارول إيفرت
تشارلز كارول إيفرت (بالإنجليزية: Charles Carroll Everett)‏ هو فيلسوف أمريكي، ولد في 19 يونيو 1829، وتوفي في 16 أكتوبر 1900.